# Хара сивіюча
Хара сивіюча (Chara canescens) — це вид водоростей, що належить до родини Characeae.
Його рідним ареалом є Європа та Північна Америка. Його описують як солонуватий водний вид, але його також можна знайти в кількох внутрішніх озерах.